# Thiago de Mello
Amadeu Thiago de Mello   (Barreirinha, 30 de març de 1926 - Manaus, 14 de gener de 2022), fou un poeta, escriptor, traductor i activista brasiler. Es trobava entre els escriptors més influents i estimats del país i era una icona de la literatura regional de l'Amazònia. El seu treball ha estat traduït a nombroses llengües.

## Biografia
Thiago de Mello va néixer a Porantim do Bom Socorro, un barri de Barreirinha, dins l'estat d'Amazones. Va completar a Manaus la seva educació elemental al Grupo Escolar Barão de Rio Branco i a l'institut Gymnásio Pedro II de Manaus. Posteriorment va traslladar-se a Rio de Janeiro, on es va matricular en la Facultat de Medicina, però va abandonar la carrera després de quatre anys, per seguir la seva vocació de poeta. El 1951 publica Silêncio e palavra, el seu primer llibre, aclamat per la crítica.
Durant la seva estada a Rio, va fundar l'editora Hipocampo i va tenir els primers contactes amb la política. Va encapçalar moviments contra el govern Vargas, va dirigir el departament de cultura de l'ajuntament carioca (1959) i va entrar en el servei diplomàtic com a agregat cultural a Bolívia i Xile.
El 1964 va escriure el que fou el seu poema més conegut, Os estatutos do homem ("Els estatuts de l'home"), on defenia els drets humans, en oposició al règim militar tot just instaurat al país. De Mello va ser represaliat i va haver de marxar a l'exili, a Xile, on havia estat durant la seva etapa al Ministeri d'Exteriors. Es va retrobar amb Pablo Neruda, un bon amic i simpatitzant polític. Allà va presenciar el derrocament d'Allende i el cop militar subsegüent de Pinochet. Neruda va dir d'ell: «Thiago de Mello és un transformador d'ànimes» i va dedicar-li el poema Thiago y Santiago. També va viure a l'Argentina, Portugal, França i Alemanya.
Amb el final de la dictadura, va poder tornar a la seva ciutat natal de Barreirinha, on va viure en una casa propietat de l'arquitecte Lúcio Costa i on va treballar per la integritat de la regió de l'Amazones i pels drets humans.
Va tenir una llarga carrera com a traductor al portuguès de poesia llatinoamericana, com el propi Neruda, César Vallejo, Ernesto Cardenal, Eliseo Diego, Nicolás Guillén, així com T. S. Eliot.
Després de saber-se la seva mort, l'alcalde de Manaus, la ciutat on estava vivint, va decretar tres dies de dol.

## Premis
- 1960: Premi de poesia concedit per l'Acadèmia brasilera de lletres.
- 1962: Llibre de l'Any per la Unió brasilera d'escriptors.
- 1997: Premi de la biennal literària de Rio de Janeiro
- 1997: Premi Jabuti per De uma vez por todas

Thiago de Mello va ser nomenat cavaller de l'Orde de les Arts i les Lletres franceses i era membre de l'Acadèmia Amazonense de Lletres.

## Obra
| - 1951: Silêncio e palavra - 1952: Narciso cego - 1956: A lenda da rosa - 1960: Vento geral - 1964: Os Estatutos do Homem - 1965: Faz escuro mas eu canto - 1966: A canção do amor armado - 1968: A Estrela da Manhã, 1968 - 1975: Poesia comprometida com a minha e a tua vida - 1981: Mormaço na floresta | - 1982: Horóscopo para os que estão vivos - 1983: Arte e Ciência de Empinar Papagaio - 1986: Num campo de margaridas - 1991: Amazonas, pátria da àgua - 1992: Amazônia — A Menina dos Olhos do Mundo - 1993: Borges na luz de Borges - 1993: O Povo sabe o que Diz - 1996: De uma vez por todas - 1999: Campo de milagres - 2000: Vamos Festejar de Novo |